# Calophya terebinthifolii
Calophya terebinthifolii (лат.) — вид мелких полужесткокрылых насекомых рода Calophya из семейства Calophyidae.

## Распространение
Встречаются в Неотропике (Бразилия, Парагвай).

## Описание
Мелкие полужесткокрылые насекомые. Внешне похожи на цикадок, задние ноги прыгательные. Голова и грудь от тёмно-коричневых до почти чёрных, блестящие. Щёчные выросты и усики беловатые, за исключением двух вершинных члеников усиков, от тёмно-коричневого до чёрного. Ноги коричневые с желтоватыми голенями и лапками. Передние крылья прозрачные или слабо желтоватые; жилки желтоватые, жилка C+Sc тёмно-коричневая. Брюшко, включая гениталии, от зеленоватого до желтоватого цвета, резко контрастирует с головой и грудной клеткой. Передняя часть темени покрыта очень короткими незаметными щетинками; щёчные отростки длинные, тонкие, смежные посередине. Передние крылья продолговато-овальные, на вершине широко закругленные; поверхностные шипики присутствуют во всех ячейках, оставляя вдоль жилок широкую полосу без шипиков. Передние перепончатые крылья более плотные и крупные, чем задние; в состоянии покоя сложены крышевидно. Лапки имеют 2 сегмента. Антенны короткие, имеют 10 сегментов. Голова широкая как переднеспинка.
Взрослые особи и нимфы питаются, высасывая сок растений. В основном связаны с растениями рода шинус (Schinus) семейства анакардиевые: Schinus terebinthifolius. Вид был впервые описан в 2000 году швейцарским колеоптерологом Даниэлем Буркхардтом (Naturhistorisches Museum, Базель, Швейцария) и его коллегой Ивом Бассетом (Smithsonian Tropical Research Institute, Панама).